# Eugène-Joseph-Marie Le Bellec
 (février 2013).
Si vous disposez d'ouvrages ou d'articles de référence ou si vous connaissez des sites web de qualité traitant du thème abordé ici, merci de compléter l'article en donnant les références utiles à sa vérifiabilité et en les liant à la section « Notes et références ».
Pour les articles homonymes, voir Le Bellec.
Eugène-Joseph-Marie Le Bellec, né le 19 février 1890 à Ploubazlanec, mort le 13 octobre 1970 à Lannion, est évêque de Vannes de 1941 à 1964.

## Biographie
Eugène Le Bellec est né à Ploubazlanec le 19 février 1890, baptisé le lendemain. Élève au petit Séminaire de Tréguier, il fut ordonné prêtre à Rome en la basilique Saint-Jean-de-Latran par le pape saint Pie X le 21 décembre 1912. Séminariste au Séminaire français de Rome, il soutint une thèse de philosophie à l'Angelicum en avril 1913 puis de théologie en juin 1913 à l'Université Grégorienne. Il étudia enfin à l'Institut biblique pontifical (1913-1914) où il obtint une licence ès sciences bibliques en juin 1914.
De retour en France après son séjour romain, il fut nommé professeur à l'Institution Saint-Joseph de Lannion dans le diocèse de Saint-Brieuc et Tréguier. Nommé vicaire à la paroisse de Lannion en 1921, François-Jean-Marie Serrand, évêque de Saint Brieuc et Tréguier, le nomma ensuite directeur au grand Séminaire de Saint-Brieuc en 1926, puis vicaire général du diocèse de Saint-Brieuc et Tréguier et archidiacre de Tréguier en 1933.
Le pape Pie XII le nomma évêque de Vannes le 11 octobre 1941. Sacré évêque le 11 décembre 1941, il démissionna le 24 septembre 1964 pour raison de santé. Selon l'usage, il fut nommé évêque d'un évêché disparu, celui de Tela (de). Retiré au monastère Sainte-Anne des Augustines de Lannion, il y décéda le 13 octobre 1970. Il est inhumé dans la cathédrale Saint-Pierre de Vannes.
Sa devise épiscopale est formée en breton sur son nom de famille : Beleg da Viken (Prêtre pour toujours).